# Condado de San Antolín de Sotillo
El condado de San Antolín de Sotillo es un título nobiliario español, de Castilla. El infante Enrique, posteriormente Enrique II de Castilla, conde de Trastámara, el 20 de diciembre de 1354, durante el reinado de Pedro I de Castilla «hizo merced de las tierras del condado de San Antolín de Sotillo» (no el título condal) a Gonzalo Bernaldo de Quirós y Cifuentes, alférez del rey, fallecido antes del 7 de octubre de 1377, hijo de Gutierre Bernaldo de Quirós y de su esposa Marquesa de Cifuentes.
Aunque en realidad el título no existió anteriormente, fue rehabilitado en 1922.

## Condes de San Antolín de Sotillo
|                                     | Titular                                                                                   | Periodo                             |
| Creación por Alfonso XIII de España | Creación por Alfonso XIII de España                                                       | Creación por Alfonso XIII de España |
| ----------------------------------- | ----------------------------------------------------------------------------------------- | ----------------------------------- |
| I                                   | Augusto Díaz-Ordóñez y Bailly d'Ornais Escandón y Bernaldo de Quirós y Bernaldo de Quirós | 1922-1962                           |
| II de iure                          | Francisco José Díaz-Ordóñez y Bailly                                                      | 1966-1969                           |
| III                                 | María Isabel Ibáñez y Bernaldo de Quirós                                                  | 1971-presente                       |

## Historia de los condes de San Antolín de Sotillo

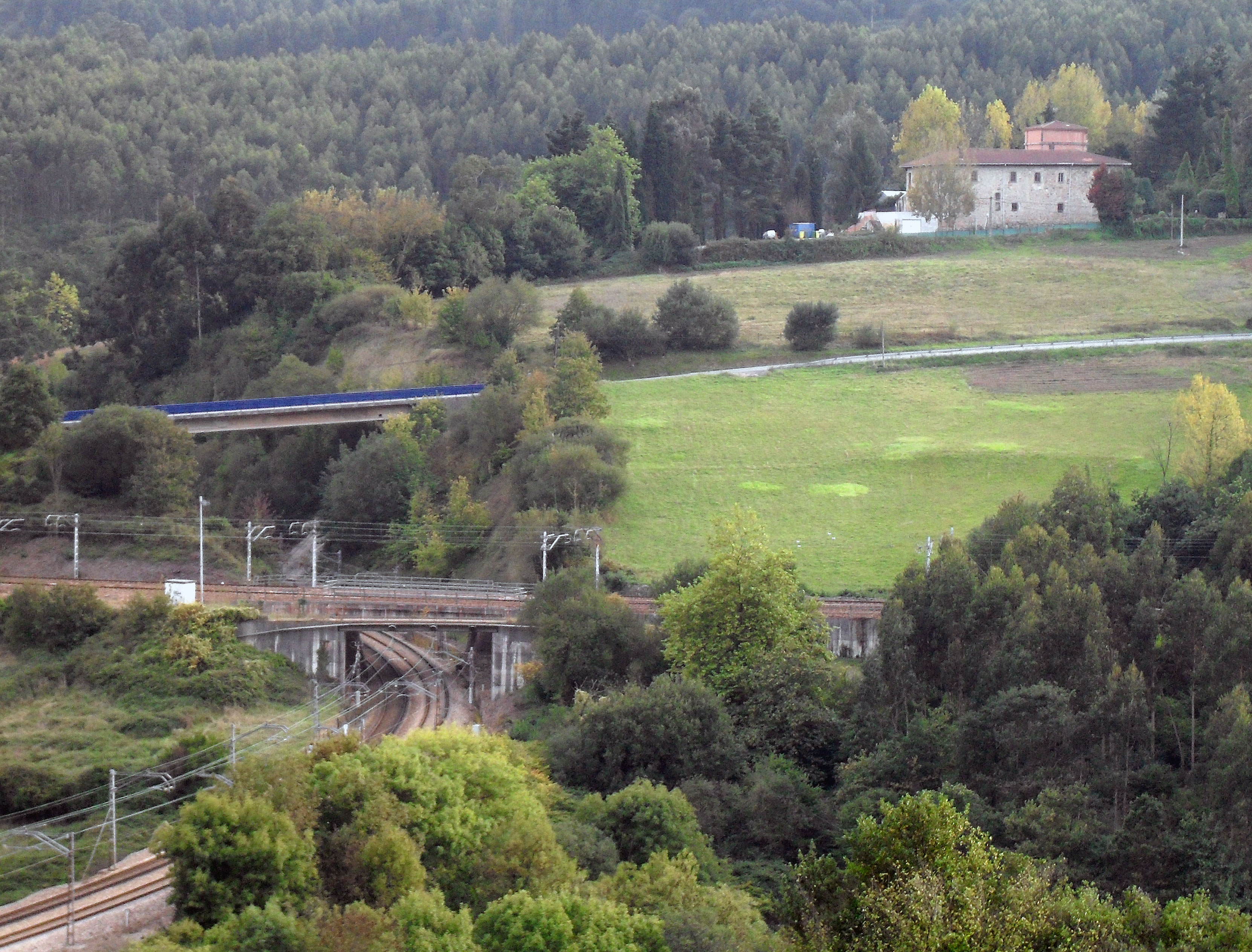
Vista de la casa-palacio y la finca que lo rodea, de los condes de San Antolín de Sotillo, también llamado Palacio de Villabona, en Villabona (Asturias)

- Augusto Díaz-Ordóñez y Bailly[5]  (1888-1962), I conde de San Antolín de Sotillo (1922).[2]

Casó el 8 de septiembre de 1915 con Amalia Bernaldo de Quirós y Argüelles (LLanes, 23 de septiembre de 1888-Madrid, 30 de septiembre de 1936), su prima segunda, nieta del hermano mayor de la abuela de Augusto Díaz-Ordóñez (de ahí el pleito posterior), hija Federico Bernaldo de Quirós y Mier y de María Josef Argüelles Díaz, II marquesa de Argüelles grande de España, asesinada en la Guerra Civil en su domicilio en Madrid. Amalia era viuda de Manuel Liñán y León de quien tuvo a María Luisa y a Antonio, fallecidos sin sucesión. De su segundo matrimonio nació Josefa Díaz-Ordóñez y Bernaldo de Quirós, fallecida en Villabona, el 12 de mayo de 1919. Sucedió su hermano:
- Francisco José Díaz-Ordóñez y Bailly, "II conde de San Antolín de Sotillo" de iure desde 1966 a 1969 en que se revocó la carta sucesoria y se expidió, en ejecución de sentencia, a:

- María Isabel Ibáñez y Bernaldo de Quirós (1946-), III condesa de San Antolín de Sotillo,[6] hija de los marqueses de Argüelles, grandes de España, en pleito se reconocería lo ya dicho para Amalia Bernaldo de Quirós y Argüelles.

Casó con Rafael Gasset y Muñoz-Vargas de los marqueses de la Nava de Barcinas.